# Tsukada Osamu

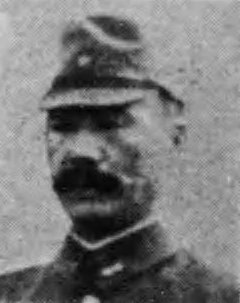
Tsukada Osamu

Tsukada Osamu (japanisch 塚田 攻; * 14. Juli 1886 in der Präfektur Ibaraki; † 18. Dezember 1942 bei einem Flugzeugabsturz in Anhui, Republik China) war ein japanischer Offizier, der als Generalleutnant zwischen 1938 und 1940 Kommandeur der 8. Division, von 1940 bis 1941 stellvertretender Chef des Generalstabes sowie 1942 der 11. Armee war. Nach seinem Tode bei einem Flugzeugabsturz über China wurde er posthum zum General befördert.

## Leben
Tsukada Osamu begann nach dem Schulbesuch als Offiziersanwärter eine Ausbildung an der Heeresoffizierschule (Rikugun Shikan Gakkō) und wurde nach deren Abschluss 1907 in die Kaiserlich Japanische Armee (Dai-Nippon Teikoku Rikugun) übernommen. In der Folgezeit fand er verschiedene Verwendungen als Offizier und war zudem 1914 Absolvent der Heereshochschule (Rikugun Daigakkō). Nach seiner Beförderung zum Oberstleutnant am  24. Mai 1927 war er von Juli 1927 bis zum 10. August 1928 dem 68. Infanterieregiment und danach zwischen dem 10. August 1928 und dem 11. März 1931 dem Generalstab zugeteilt. Nach seiner Beförderung zum Oberst am 11. März 1931 war er zunächst Kommandeur des 2. Infanterieregiments in Taiwan und im Anschluss zwischen dem 28. Februar und dem 27. Juni 1932 Instrukteur an der Heeres-Infanterieschule (Rikugun hoheigakkō). Daraufhin fungierte er vom 27. Juni 1932 bis zum 1. August 1933 Leiter der Militärverwaltung im Büro für Militärangelegenheiten des Heeresministeriums (Rikugun-shō) sowie vom 1. August 1933 bis zum 15. März 1935 Leiter der Strategie-Abteilung der Kwantung-Armee, ehe er zwischen dem 15. März und dem 7. September 1935 Instrukteur an der Heereshochschule war.
Nachdem er am 1. August 1935 zum Generalmajor befördert wurde, bekleidete er vom 9. Juli 1935 bis zum 30. Oktober 1937 den Posten als Leiter der für Transport und Kommunikation verantwortlichen 3. Abteilung des Generalstabes und blieb daraufhin noch für wenige Tage dem Generalstab zugeteilt. Im Anschluss war er vom 2. November 1937 bis zum 14. Februar 1938 Chef des Stabes der Regionalarmee Zentralchina unter General Matsui Iwane und nahm mit dieser während des Zweiten Japanisch-Chinesischen Krieges an der Schlacht um Nanking (1. Dezember bis 13. Dezember 1937) teil, die das Massaker von Nanking zur Folge hatte und mit einem japanischen Sieg endete. Am 5. März 1938 löste er Generalleutnant Tada Hayao als Kommandant der Heereshochschule ab und hatte dieses Amt bis zu seiner Ablösung durch Generalleutnant Iimura Jō am 10. Dezember 1938 inne, wobei er in dieser Verwendung am 15. Juli 1938 seine Beförderung zum Generalleutnant erhielt.
Als Nachfolger von Generalleutnant Toshitame Maeda war Tsukada zwischen dem 10. Dezember 1938 und seiner Ablösung durch Generalleutnant Honda Masaki am 28. Oktober 1940 Kommandeur der 8. Division, der sogenannten „Zeder-Division“ (Sugi-heidan). Nach einer darauf folgenden Zuteilung zum Generalstab löste er am 15. November 1940 Generalleutnant Sawada Shigeru als stellvertretender Chef des Generalstabes ab und bekleidete dieses militärische Amt bis zu seiner Ablösung durch Generalleutnant Tanabe Moritake am 6. November 1941. Nach Beendigung dieser Tätigkeit war vom 6. November 1941 bis zum 1. Juli 1942 Chef des Stabes der Südarmee unter General Terauchi Hisaichi Zuletzt übernahm er im Zweiten Weltkrieg am 1. Juli 1942 von Generalleutnant Anami Korechika das Amt als Oberbefehlshaber der 11. Armee und behielt dieses, bis er am 18. Dezember 1942 bei einem Flugzeugabsturz in Anhui ums Leben kam, woraufhin Generalleutnant Yokoyama Isamu neuer Oberbefehlshaber dieser Armee wurde. Am Tage seines Todes wurde er posthum zum General befördert und im Anschluss auf dem Friedhof Tama in Fuchū beigesetzt.

## Hintergrundliteratur
- Meirion Harries: Soldiers of the Sun: The Rise and Fall of the Imperial Japanese Army, Random House, 1994, ISBN 0-679-75303-6.
- Robert B. Edgerton: Warriors of the Rising Sun: A History of the Japanese Military, Westview Press, 1999, ISBN 0-8133-3600-7.

## Weblink
- Tsukada, Osamu. Generals from Japan (generals.dk) (englisch).